# 胶冻 (浙江食品)
胶冻是温州特色小吃。多以黄鱼胶或鮸鱼胶为原料，加水煮化成薄浆状后，自然冷却而成“胶冻”。切成小块或小条状，加酱油、米醋、麻油、味精搅拌后即可食用。外形晶莹剔透，口感清凉，可以醒酒。 